# Palladister
Palladisterne (eng. Palladists) er navnet på et påstået teistiske satanist samfund eller medlem af dette samfund. Navnet "Palladio" kommer fra den græsk-romerske gudinde Pallas og henviser til visdom og læring. Det er uden relation til Palladio stil af Andrea Palladio.

## Historie
I 1891 hævdede Léo Taxil (Gabriel Jogand-Pagès) og Adolphe Ricoux at have opdaget et Palladio selskab
En fransk bog Le Diable au XIXe siècle (The Devil in the 19th Century", 1892), som er skrevet af "Dr. Bataille" (faktisk Jogand-Pagès selv), hævdede, at Palladists var satanister baseret i Charleston, South Carolina under ledelse af den amerikanske frimurer Albert Pike og skabt af den italienske liberale patriot og forfatter, Giuseppe Mazzini.
Arthur Edward Waite, afviser eksistensen af gruppen i Devil-Worship in France, or The Question of Lucifer, ch. II: "The Mask of Masonry" (London, 1896), og rapporterer, at i henhold til "værker af Domenico Margiotta og Dr. Bataille", at "Bekendtgørelsen om at Palladium blev grundlagt i Paris 20. maj 1737 eller Sovereign Council of Wisdom" var en "Masonic diabolic order". Dr. Bataille hævdede, at kvinderne angiveligt ville blive indledt som "ledsagere af Penelope". Ifølge Dr. Bataille, Palladists havde to ordrer, "Adelph" og "Companion af Ulysses", men at Palladists blev nedlagt af fransk ordenshåndhæver få år efter grundlæggelsen.
En formodet Diana Vaughan offentliggjorde Confessions of an Ex-Palladist i 1895. Den 19. april 1897 Léo Taxil holdt en pressekonference, hvor han påstod, ville han introducere Diana Vaughan til pressen. På pressekonferencen meddelte han i stedet, at hans afsløringer om frimurerne var fiktive. Han takkede den katolske gejstlighed for deres hjælp i at give omtale sine vilde påstande.

## Medier
- Palladists er navnet på Greenwich Village satanist samfund i Val Lewtons film The Seventh Victim.
- Palladists spille en stor rolle i den sidste del af Umberto Eco roman Kirkegården i Prag (2011).